# Покровское (Вощажниковское сельское поселение)
Покровское — село Борисоглебского района Ярославской области, входит в состав Вощажниковского сельского поселения.

## География
Расположено на берегу реки Могза в 12 км на север от центра поселения села Вощажникова и в 23 км на север от райцентра посёлка Борисоглебский. 

## История
Церковь села Покровского, что на Могзе, сооружена в 1815 году с двумя престолами: Покрова Пресвятыя Богородицы и Св. Великомученика Георгия.
В конце XIX — начале XX село входило в состав Неверковской волости Угличского уезда Ярославской губернии.
С 1929 года село являлось центром Звенячевского сельсовета Борисоглебского района, в 1944 — 1959 годах в составе Курбскийого района, с 1954 года — в составе Раменского сельсовета с 2005 года — в составе Вощажниковского сельского поселения.

## Население
| 1859 | 1914 | 2007 | 2010 |
| ---- | ---- | ---- | ---- |
| 210  | ↗214 | ↘11  | ↘8   |

## Достопримечательности
В селе расположена недействующая Церковь Покрова Пресвятой Богородицы (1815). 